# サン＝ヴァレリー＝シュル＝ソンム
サン＝ヴァレリー＝シュル＝ソンム （Saint-Valery-sur-Somme）は、フランス、オー＝ド＝フランス地域圏、ソンム県のコミューン。

## 地理
ソンム川河口に位置する。ル・クロトワ、ル・ウルデルと並ぶソンム湾に面した3つの港町の1つである。

## 語源
ピカルディ語ではSaint-ValeryをSaint-Waryとつづる。この名はラテン語のValeriusとは関係がない。ゲルマン語の名Walaricから派生した名称である。

## 歴史
アミアン司教聖人記によれば、クロタール2世はかつてのガロ＝ローマ領Leuconeを聖ヴァレリー（fr）に授けた。Leuconeは11世紀までキリスト教巡礼地だった。
981年、ユーグ・カペーは聖ヴァレリーの聖遺物を奪うためブランクタク砦を通過した。中世都市としてのサン＝ヴァレリー＝シュル＝ソンムは、聖ヴァレリーの教会周辺にこの時期に生まれたと見られている。ルーアンからブローニュ＝シュル＝メールへ至る道上にある地理的位置から、重要な通過地点だった。ノルマンディー公ギヨーム（イングランド王ウィリアム1世）は、イングランド征服のため1066年にこの港を出港している。サン＝ヴァレリーは、今日よりはるかに規模の大きかったクレシーの森から切り出される木材を供給していた。
ユグノー戦争中の1568年、ユグノー派の指揮官コックヴィル率いるユグノー軍がサン＝ヴァレリーを征服した。彼は、ピカルディ総督ブリサック伯ティモレオン・ド・コッス軍に敗退した。ユグノー派の生存者はわずか300人であった。
サン＝ヴァレリーの漁業地区クールガン（Courtgain）は、港へ向かって狭い住宅が立ち並ぶ。海老やニシンを中心に漁を終えた船が戻ると、女たちは魚の塩漬けを缶詰に加工して働いていた。この漁業の風景は現在のサン＝ヴァレリーからほとんど失われている。

## 姉妹都市
- バトル、イングランド
- ルネ、ベルギー